# 亚历山大·马茹加
亚历山大·格奥尔基耶维奇·马茹加（羅馬化：Aleksandr Georgiyevich Mazhuga；1980年8月6日—）是俄罗斯政治人物，第八届国家杜马代表。2013年，他获得化学全博士学位。
2003 年，马茹加开始在莫斯科国立大学化学学院工作。他是15项科学专利的作者，其中包括国际专利。2018年至2021年，他担任门捷列夫化工大学校长。2021年9月起，他担任第八届国家杜马代表。2021年10月12日，他成为国家杜马科学和高等教育委员会第一副主席。

## 制裁
马茹加于2022年因俄乌战争而受到英国政府制裁。